# Painstained
Painstained je šesté album od finské gothic-alternative metalové kapely Entwine.

## Seznam skladeb
1. „Soul Sacrifice“ - 4:52
2. „Strife“ - 3:20
3. „Dying Moan“ - 5:43
4. „Beautifully Confined“ - 3:50
5. „Lost In My Denial“ - 4:25
6. „Greed of Mankind“ - 3:30
7. „Dead By Silence“ - 3:37
8. „Hollow“ - 5:07
9. „Caught By Desire“ - 4:32
10. „Say Goodbye“ - 4:33